# 웨이스하오
웨이스하오(중국어 간체자: 韦世豪, 한자음: 위세호, 1995년 4월 8일 ~ )는 중국의 축구 선수이다. 포지션은 윙어이며 현재 중국 슈퍼리그의 우한 싼전 소속이다.

## 클럽 경력
2005년 산둥 루넝의 유소년 팀에 입단하면서 축구를 시작했다. 산둥에서 초특급 유망주로 기대를 모았으며, 2012년에는 에레디비시 아약스의 입단 테스트를 받기도 했다. 2013년 웨이스하오는 산둥의 프로 계약을 거절하고 포르투갈 세군다리가의 보아비스타 FC의 유소년 팀에 입단했다. 2014-15시즌을 앞두고 보아비스타 FC와 2년 계약을 체결했고 1군팀으로 승격되었다. 소속팀인 보아비스타가 2014-15시즌 프리메이라리가 승격을 확정지음에 따라 차기 시즌에 포르투갈 1부리그에서 활동하게 되었다. 2014년 9월 14일 아카데미카 드 코임브라와의 프리메이라리가 경기에서 프로 데뷔전을 치렀다.
2015년 여름 이적시장에서 세군다리가의 CD 페이렌스로 이적했다. 2015년 8월 30일 SC 코빌량과의 경기에서 이적 후 첫 경기를 치렀다. 반 시즌 후 레이숑이스 SC로 다시 이적했다. 2016년 1월 27일 CF 벨레넨스스와의 타사 다 리가 경기에서 데뷔전을 치렀다.
2017시즌을 앞두고 중국 슈퍼리그의 상하이 상강으로 임대되면서 중국 무대로 돌아왔다. 2017년 4월 7일 산둥 루넝 타이산과의 경기에서 중국 무대 데뷔전을 치렀으며 이 경기에서 데뷔골 역시 기록했다. 2018시즌을 앞두고 베이징 궈안으로 이적했다. 2019시즌을 앞두고 광저우 헝다 타오바오로 이적했다.
2022년말 광저우 FC가 중국 갑급리그(2부리그)로 강등되고, 웨이스하오는 2023년 우한 싼전으로 이적하였다.

## 국가대표팀 경력
2017년 EAFF 동아시안컵에 참가하는 중국 축구 국가대표팀 최종 명단에 포함되었다. 2017년 12월 9일 대회 1차전인 대한민국 축구 국가대표팀과의 경기에 선발 출전하면서 국가대표팀에 데뷔했다. 이 경기에서 전반 9분 국가대표팀 데뷔골을 기록했다. 이 경기에서 중국은 2-2로 무승부를 거두었다. 12월 16일 열린 대회 3차전 조선민주주의인민공화국 축구 국가대표팀과의 경기에서 다시 득점포를 가동했다.
2018년 AFC U-23 챔피언십에 참여했으며 조별리그 첫 경기인 오만 U-23 축구 국가대표팀과의 경기에서 득점을 기록했다. 2018년 아시안 게임에 참여하는 중국 U-23 축구 국가대표팀 최종 명단에 포함되었다.
2019년 AFC 아시안컵에 참여하는 중국 축구 국가대표팀에 차출되었다.

## 수상

### 팀

#### 베이징 궈안
- 중국 FA컵 우승: 2018

#### 광저우 헝다
- 중국 슈퍼리그 우승: 2019